# Життя в одному місті, США
«Життя в одному місті, США» (англ. Life in Sometown, U.S.A.) — американська короткометражка режисера Бастера Кітона 1938 року.

## Сюжет
Сатирична візуалізація дивних і забутих, але і досі існуючих законів у США.

## У ролях
- Кері Вілсон — камео, озвучка
- Вільям Бейлі — чоловік в залі суду
- Маргарет Берт — місіс Семпсон
- Марі Блейк — місіс Стрітвуд
- Бетті Блайт — місіс Гімбер
- Честер Клют — Генрі Барбер
- Грейс Гудолл — містер Бровн
- Шелдон Джетт — житель міста
- Сай Кендалл — шериф поліції
- Едвард ЛеСейнт — суддя Вілі